# Rebun (Hokkaidō)
Rebun (礼文町, Rebun-chō) est un bourg du district de Rebun, situé dans la sous-préfecture de Sōya, sur l'île de Hokkaidō, au Japon.

## Géographie

### Situation
Le bourg de Rebun est situé sur l'île Rebun, dans le nord-ouest de la sous-préfecture de Sōya, au Japon.

### Démographie
Au 31 mars 2015, la population de Rebun s'élevait à 2 706 habitants répartis sur une superficie de 81,64 km2.

### Climat
| Mois                                             | jan.       | fév.       | mars      | avril     | mai       | juin      | jui.      | août      | sep.     | oct.      | nov.       | déc.       | année      |
| ------------------------------------------------ | ---------- | ---------- | --------- | --------- | --------- | --------- | --------- | --------- | -------- | --------- | ---------- | ---------- | ---------- |
| Température minimale moyenne (°C)                | −6,5       | −6,4       | −2,4      | 1,8       | 6         | 10,3      | 14,9      | 17,3      | 14,5     | 8,4       | 1,2        | −4,5       | 4,5        |
| Température moyenne (°C)                         | −4,6       | −4,3       | −0,4      | 4,1       | 8,5       | 12,8      | 17,3      | 19,7      | 17,4     | 11,2      | 3,6        | −2,4       | 6,9        |
| Température maximale moyenne (°C)                | −2,7       | −2,1       | 1,7       | 6,6       | 11,6      | 15,9      | 20,4      | 22,6      | 20,5     | 13,9      | 6,1        | −0,3       | 9,5        |
| Record de froid (°C) date du record              | −15,8 2019 | −17,1 2019 | −9,6 2012 | −5,7 2012 | 0,2 2006  | 4 2011    | 8,1 2015  | 10,9 2017 | 5,8 2010 | −1,1 2004 | −11,4 2016 | −13,4 2012 | −17,1 2019 |
| Record de chaleur (°C) date du record            | 6,9 2009   | 6,7 2010   | 11 2020   | 17,4 2012 | 20,8 2018 | 24,6 2010 | 29,9 2021 | 30,5 2021 | 29 2020  | 22,3 2019 | 15,5 2005  | 10,9 2010  | 30,5 2021  |
| Ensoleillement (h)                               | 47,5       | 72,2       | 153,8     | 192,7     | 170,4     | 125,9     | 126,5     | 154,2     | 186,7    | 159,6     | 82         | 42,5       | 1 514,3    |
| Précipitations (mm)                              | 73,4       | 51,6       | 44,1      | 49,2      | 79,7      | 84,6      | 101       | 138,6     | 131,1    | 100,4     | 98,4       | 91,5       | 1 049,1    |
| Nombre de jours avec précipitations              | 17,9       | 14,4       | 10,9      | 8,7       | 9,7       | 9,6       | 7,5       | 8,9       | 10,5     | 11,6      | 12,9       | 16,2       | 138,6      |
| dont nombre de jours avec précipitations ≥ 10 mm | 1,5        | 0,5        | 0,9       | 1,5       | 2,7       | 2,9       | 3,4       | 3,6       | 3,8      | 3,4       | 3,1        | 3,2        | 31         |

| Diagramme climatique                                  |              |             |            |           |              |             |               |               |              |            |              |
| J                                                     | F            | M           | A          | M         | J            | J           | A             | S             | O            | N          | D            |
| −2,7−6,573,4                                          | −2,1−6,451,6 | 1,7−2,444,1 | 6,61,849,2 | 11,6679,7 | 15,910,384,6 | 20,414,9101 | 22,617,3138,6 | 20,514,5131,1 | 13,98,4100,4 | 6,11,298,4 | −0,3−4,591,5 |
| Moyennes : • Temp. maxi et mini °C • Précipitation mm |              |             |            |           |              |             |               |               |              |            |              |